# Madonna Solly
Die Madonna Solly ist eines der frühesten Gemälde von Raffael.
Die lesende Maria mit dem Kinde wird nach ihrem Vorbesitzer Edward Solly auch als Madonna Solly bezeichnet. Das Bild entstand, als Raffael noch in der Werkstatt Pietro Peruginos tätig war, kurz nachdem er mit dem großen Altarbild von Sant’Agostino in Città di Castello seinen ersten bedeutenden Auftrag ausgeführt hatte. Den Bildaufbau übernahm er von seinem Lehrmeister. Für das Christuskind benutzte er vermutlich einen Karton, den Perugino selbst mehrmals verwendet hat. Doch im Unterschied zu Perugino gelingt es Raffael, auch eine menschliche, durch Liebe geprägte Beziehung zwischen Mutter und Kind sichtbar zu machen.
Das Motiv der lesenden Maria hat Raffael in der Folge öfter verwendet, so in der zeitlich nahestehenden Madonna Norton in Pasadena (Norton Simon Museum), der Madonna Conestabile in St. Petersburg (Eremitage), der Madonna mit dem Stieglitz in Florenz (Galleria degli Uffizi) und der Madonna Colonna in Berlin (Gemäldegalerie). Eine Vorzeichnung zu dem Bild befindet sich im Musée du Louvre in Paris.
Das Bild wurde erst mit der Übernahme der Sammlung Solly 1821 durch das Königliche Museum in Berlin bekannt. Die Autorschaft Raffaels wurde seit der Entdeckung nie bezweifelt. Lediglich in der Datierung ist man sich uneins. Sie schwankt zwischen 1500 und 1504, wobei von der modernen Forschung eine Datierung in die Jahre 1502/03 bevorzugt wird. 1952 publizierte Roberto Longhi eine zweite, zeitgenössische Fassung des Bildes, die er als eigenhändige Erstfassung der Madonna Solly betrachtete. Diese befand sich 1961 in einer italienischen Privatsammlung, wird aber von den meisten Autoren ignoriert.
Das Bild war von der Erwerbung durch das Königliche Museum durchgehend bis 1939 ausgestellt. Danach wurde es in den Flakturm Friedrichshain ausgelagert. Als sich die Kampfhandlungen des Zweiten Weltkriegs immer weiter Berlin näherten, wurde das Bild im Frühjahr 1945 in das Kalibergwerk Kaiseroda-Merkers in Thüringen ausgelagert, wo es in die Hände der Amerikaner fiel. Diese brachten es in den General Art Collection Point in Wiesbaden. Erst 1956 kehrte es nach Berlin zurück, wo es von 1956 bis 1997 im Museum Dahlem ausgestellt wurde. Seit 1998 wird es in der neuen Gemäldegalerie am Kulturforum in Berlin gezeigt.